# Ізоне
Ізоне (італ. Isone) — громада  в Швейцарії в кантоні Тічино, округ Беллінцона.

## Географія
Громада розташована на відстані близько 150 км на південний схід від Берна, 8 км на південь від Беллінцони.
Ізоне має площу 12,8 км², з яких на 3,5% дозволяється будівництво (житлове та будівництво доріг), 18,3% використовуються в сільськогосподарських цілях, 66,5% зайнято лісами, 11,7% не є продуктивними (річки, льодовики або гори).

## Демографія
2019 року в громаді мешкало 396 осіб (+7,9% порівняно з 2010 роком), іноземців було 9,6%. Густота населення становила 31 осіб/км².
За віковим діапазоном населення розподілялося таким чином: 18,2% — особи молодші 20 років, 54,5% — особи у віці 20—64 років, 27,3% — особи у віці 65 років та старші. Було 178 помешкань (у середньому 2,2 особи в помешканні).
Із загальної кількості 173 працюючих 21 був зайнятий в первинному секторі, 43 — в обробній промисловості, 109 — в галузі послуг.